# Treize-Septiers
Treize-Septiers – miejscowość i gmina we Francji, w regionie Kraj Loary, w departamencie Wandea.
Według danych na rok 1990 gminę zamieszkiwało 2 126 osób, a gęstość zaludnienia wynosiła 97 osób/km² (wśród 1504 gmin Kraju Loary Treize-Septiers plasuje się na 270. miejscu pod względem liczby ludności, natomiast pod względem powierzchni na miejscu 487.).